# Jacques Gaffarel
Jacques Gaffarel, né à Mane en 1601 et mort à Sigonce en 1681, est un prêtre et docteur en théologie considéré comme le principal représentant de la kabbale chrétienne au XVIIe siècle.
D’après la plaque posée en sa mémoire à Sigonce, il était bibliothécaire de Richelieu et également orientaliste. Il avait le titre de prieur commendataire de l’abbaye de Ganagobie.

## Travaux
Contre les Questions sur la Genèse du père Mersenne, il répond par Abdita divinae  cabalae mysteria (1625). Comme Pic de la Mirandole, il y définit la kabbale 
« l'explication mystique des écritures, explication qui fut transmise avant et après la venue du Christ ». 
Il expose ses vues dans les Curiosités inouïes, qui sont l'objet d'une censure de la Sorbonne en 1629. 
Comme Guillaume Postel (1510-1581), il doit se rétracter pour avoir la paix. Plus tard, il exerce une fonction de conseiller de Louis XIII, puis chargé par Richelieu de réconcilier calvinistes et catholiques. 
Lié à Gassendi, il publie en 1635 un opuscule métaphysique, Nihil, fere Nihil, minus Nihilo, contenant 26 propositions sur les rapports de l'Être et du non-Être, qui a été lu à L'Accademia degli Incogniti de Venise le 4 août 1634, en réponse au discours de Luigi Manzini sur Il Niente (Le Néant); en 1654, il publie le plan d'un grand ouvrage, Le Monde Souterrain.

### Œuvres de Gaffarel
- Abdita divinae Cabalae mysteria contra Sophistarum logomachiam defensa, Paris, H. Blagaeart, 1625 ;
  - Profonds mystères de la Cabale divine, trad. franç. de Samuel Ben-Chesed, Introduction du Dr Marc Haven, Paris, Beaudelot, 1912 ; réimpression anastatique, Milan, Éditions Archè, 1975  (ISBN 88-7252-106-8) ;
- Curiositez inouyes, sur la Sculpture talismanique des Persans, horoscope des Patriarches, et lecture des Estoilles, Paris, Hervé du Mesnil, 1629, 644 p. ;
- Retractatio, in Censura Sacrae Facultatis Theologiae Parisiensis lata in Petri Picherelli Opuscula Theologica, Lugduni Batavorum 1629 excusa, Paris, Jean Guillemot, 1629 ;
- Nihil, ferè nihil, minus nihilo : seu de ente, non ente, et medio inter ens et non ens, positiones XXVI, Venise, Pinelli, 1634 ;
  - Rien, presque rien, moins que rien : de l'être, du non-être et du milieu entre l'être et le non-être en 26 thèses traduit du latin par Marianne Goevry, Paris, Sens & Tonka, 2001 ;
- Quaestio pacifica, num orta in religione dissidia componi et conciliari possint per humanas rationes et philosophorum principia 44, Paris, apud C. Du Mesnil, 1645 ;
- Le Monde sousterrein, ou Description historique et philosophique de tous les plus beaux antres et de toutes les plus belles grottes de la terre, Paris, C. Du Mesnil, 1654.

### Études sur Gaffarel
- Hiro Hirai (ed.), Jacques Gaffarel Between Magic and Science (Rome: Serra, 2014).
- Saverio Campanini, Eine späte Apologie der Kabbala. Die Abdita divinae Cabalae Mysteria des Jacques Gaffarel, dans T. Frank – U. Kocher – U. Tarnow (Hrsgg.), Topik und Tradition. Prozesse der Neuordnung von Wissensüberlieferungen des 13. bis 17. Jahrhunderts, Göttingen 2007, pp. 325-351.
- Jérôme Laurent et Claude Romano (sous la dir. de) - Le Néant - Contribution à l'histoire du non-être dans la philosophie occidentale - Presses Universitaires de France - Coll. Épiméthée - Paris, 2006. Le chapitre sur Jacques Gaffarel contient une traduction du texte Nihil, fere Nihil, minus Nihilo par Frédéric Gabriel
- François Secret, Les Kabbalistes chrétiens de la Renaissance, Paris, Dunod, 1963 ; nouvelle éd. mise à jour et augmentée, Milan-Neuilly-sur-Seine, Archè-Arma Artis, 1985, XXXVII-395 p., avec XV planches h.t.